# Термоелектрони
Термоелектрони (рос. термоэлектроны, англ. thermoelectrons, нім. Thermoelektronen n pl, Glühelektronen n pl) — електрони, що їх висилають дуже нагріті металеві тіла. Для часто застосовуваних оксидних катодів (напр., нікель, вкритий оксидом лужноземельного металу), робота виходу електронів становить 1 -1,5 еВ.

## Інтернет-ресурси
- Термоэлектроны. Словарь иностранных слов